# Доходный дом Коммерческого училища (Загородный проспект)
Доходный дом Коммерческого училища — памятник архитектуры. Расположен в Санкт-Петербурге, современный адрес дома — Загородный проспект, 13.

## История

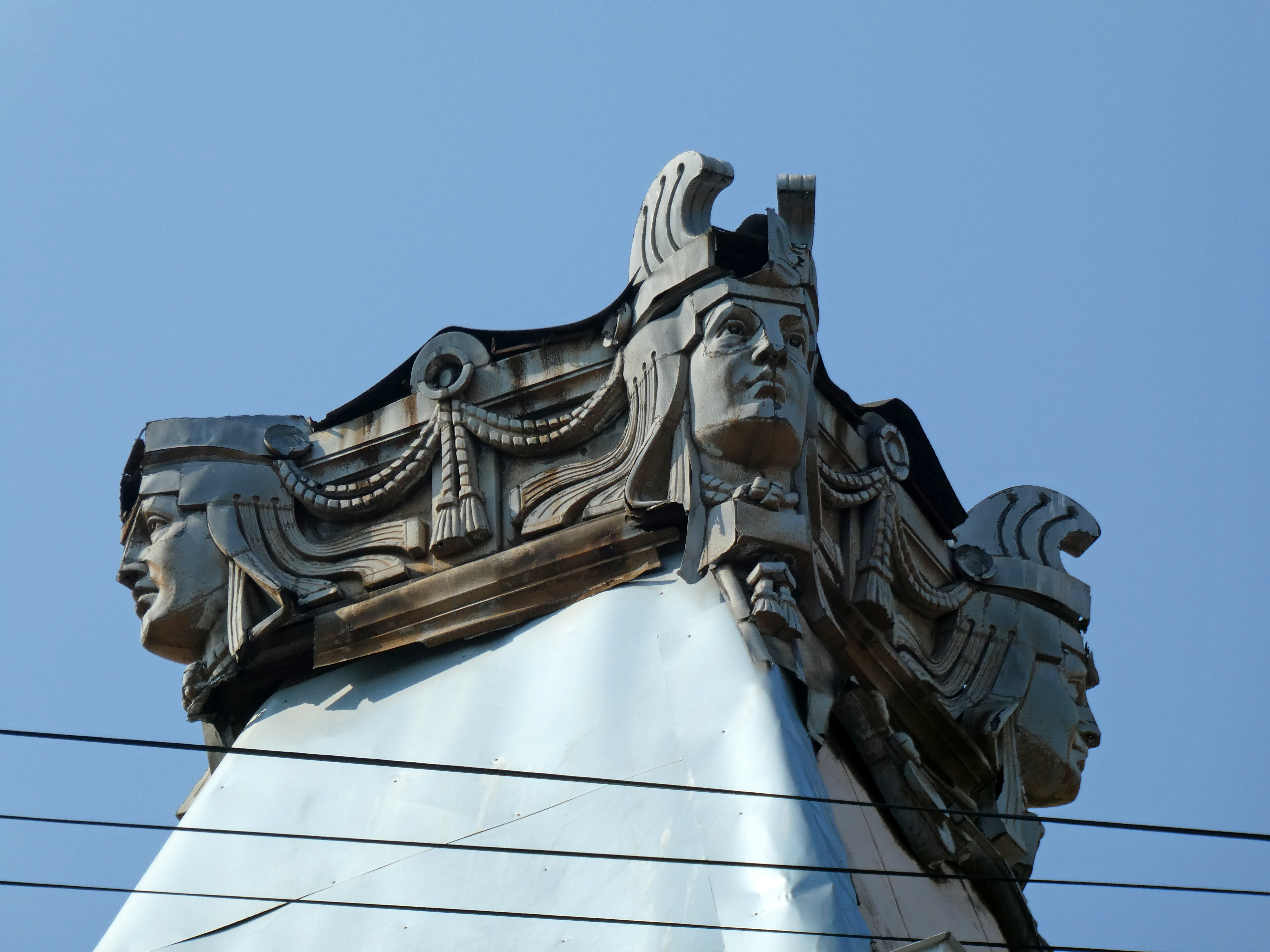
Завершение башенок цинковыми женскими масками

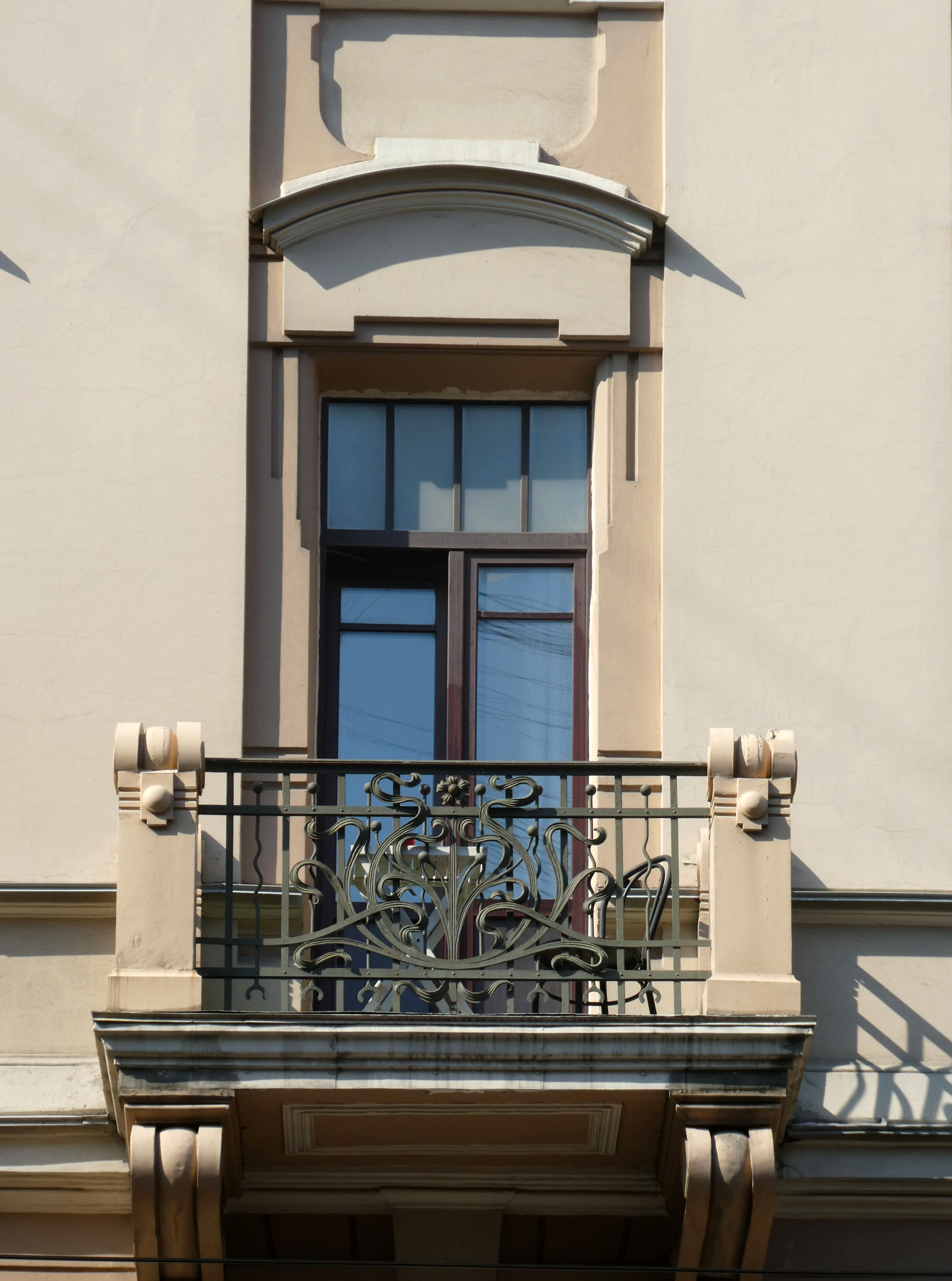
Решётки балконов

На участке стояло построенное в XVIII веке двухэтажное здание, которое арендовал купец Бородавкин. Здание обветшало, и было принято решение построить на его месте новый дом. По соседству от здания, на углу Загородного проспекта и улицы Ломоносова, стояло старое здание училища, перестроенное под Мариинскую женскую гимназию; за углом по улице Ломоносова стояло ещё одно принадлежавшее училищу доходное здание.
Проект составил Николай Ильич Богданов в соавторстве со своим братом А. И. Богдановым. Проект стоимостью в 426 тысяч рублей был признан неудовлетворительным из-за внутренней планировки и излишней вычурности фасада, поэтому Богдановы создали новый вариант, в 152 тысячи рублей по смете, который был утверждён 11 февраля 1902 года. 20 июля здание было заложено, к осени 1903 года — достроено. Суммарно строительство обошлось в 350 тысяч рублей, их них стоимость участка 200 000.
Здание построено в стиле раннего модерна, состоит из основного корпуса (24 саженей в длину) и двух стоящих перпендикулярно проспекту флигелей. Во дворе садовый мастер Визе создал сквер и аллеи. В помещениях первого этажа должны были разместиться шесть магазинов, на этажах выше было по две 4-7микомнатных квартиры с парадным и чёрным входом по соответствующим лестницам, всего 28 квартир. На квартирных этажах применены перекрытия «из металлических продольных балок и поперечных из железобетона». Лестницы были оснащены лифтами, гидравлическими и ручными, парадные — для людей, чёрные — для доставки дров. Площадки лестниц и их ступени сделаны из вазелемского мрамора, парадные двери сделаны из дуба со вставкой зеркальных стёкол. Лестницы сделаны без косоуров «висячей системы» из волховской плиты.
Дом пятиэтажный, в средней части со стороны двора — шестиэтажный, в дополнительном этаже располагалась прачечная. У боковых флигелей были сделаны подвалы для хранения дров.
У главного фасада боковые ризалиты, завершённые декорированными башенками и цинковыми женскими масками, и трёхгранные эркеры, подчёркнутые по вертикали лопатками, с балконами. Маски изготовила фирма Г. И. Миттельбергера. Сохранились оригинальные металлические ворота, ограждения и балконные решётки, созданные в художественной слесарной мастерской Вейдта и Зонлейта; утрачены металлические зонтики на кронштейнах над парадными входами (их существование оспаривается в силу отсутствия на первоначальном проекте). Лепнину по рисункам архитекторов выполняла мастерская Никольского.
В 1860-х годах в доме жил Михаил Максимович Богоявленский, также среди жителей были Варвара Васильевна Стрельская, Александр Игнатьевич Владовский, Александр Фёдорович Анисимов, Стефан Тимофеевич Аббакумов, Борис Дмитриевич Греков, Николай Борисович Богуславский.
В доме на втором этаже в квартире 41 с 1908 года до 1915 года, до своей смерти, жил Константин Александрович Варламов. В его квартире часто были гости и были запрещены карты, из-за воспоминаний о трагической смерти отца актёра. Основной приём гостей проходил на Новый год, в сочельник Рождества и в первый понедельник Великого поста. Постный приём был известен как «капустник» в честь подаваемого блюда. В гостях у него бывали М. Г. Савина, В. Н. Давыдов, М. Велизарий, В. А. Мичурина-Самойлова, Я. О. Малютин, Б. А. Горин-Горяйнов. Квартиру украшали картины И. К. Айвазовского.
После революции многие квартиры были разделены, приспособлена под жильё прачечная.
Утверждается, что вид первого этажа в советское время был нарушен ленточной витриной, однако к 2020-м годам вид окон соответствует проектному, фотосвидетельства существования некогда витрины отсутствуют.
Незадолго до 2025 года в здании прошёл ремонт, при котором рабочие срезали историческое кованое обрамление с цветочным узором; после ремонта, 20 января 2025 года, из-за протечек крыши разрушилось одно из аттиковых наверший с маскаронами.